# Karl Vogt (Jurist)
Karl Vogt (* 23. April 1878 in Nienburg Kreis Bernburg; † 14. Mai 1960 in Tokyo) war ein deutscher Jurist, Justitiar der deutschen Botschaft und Publizist.

## Berufliche Entwicklung
Die Eltern von Karl Vogt waren musisch sehr interessiert und förderten ihren Sohn ebenfalls in diese Richtung. In seiner Jugendzeit erlernte er das Klavierspiel. Das Abitur legte er 1897 ab und nahm daraufhin ein Studium der Rechtswissenschaften und der Japanischen Sprache an den Universitäten in Berlin, Halle (Saale) und Rostock auf. Während der Studienjahre schrieb er sich zusätzlich als Gasthörer im Fachgebiet Kompositionslehre ein und vertiefte sein Pianospiel weiter. Das obligatorische Einjährigen-Freiwilligen Jahr beim preußischen Militär begann er im Oktober 1901 und wurde hier im Februar 1902 zum Unteroffizier befördert. Im gleichen Jahr promovierte er sich an der Universität Rostock mit dem Thema „Die Besitzverhältnisse gepfändeter Sachen“ zum Dr. jur. Damit schloss er seine akademische Ausbildung ab.
Noch im Jahre 1903 reiste Karl Vogt nach Japan und arbeitete an der deutschen Gesandtschaft in Tokyo als Dolmetscher und Rechtsberater. Hier entwickelte sich eine gute Zusammenarbeit mit dem Geschäftsträger der Gesandtschaft Emmerich von Arco-Valley (1852–1909). Kurz nach seinem Eintreffen in Japan wurde er Mitglied der Deutschen Gesellschaft für Natur- und Völkerkunde Ostasiens (OAG). Mit dem Wechsel des Amtsträgers an der deutschen Gesandtschaft im Jahre 1906 vollzog sich auch mit seinem Nachfolger Alfons Mumm von Schwarzenstein (1859–1924) eine sehr enge Zusammenarbeit, die sich vor allem auf die rechtliche Unterstützung der Gesandtschaft, das Mitwirken bei der Ausarbeitung von Verträgen und die Beratung des Botschaftspersonal sowie deren Wirtschaftsklienten erstreckte. Während dieser Zeit übersetzte Vogt das japanische Bürgerliche Gesetzbuch und das Handelsgesetzbuch ins Deutsche, um es für die täglichen Gebrauch der Gesandtschaft verfügbar zu machen. In den Jahren 1908 und 1909 wurde er zu Militärdienstübungen nach Tsingtau befohlen und spezialisierte sich hier unter anderem auf den Marinefunk- und Chiffreverkehr. Zum Abschluss dieser Aktivierung von Reservisten wurde er zum Leutnant der Reserve befördert. Kurz darauf erhielt er ein Einsatzangebot am Konsulat in Kobe, wo Vogt als Assistent des konsularischen Dienstes tätig wurde. Die während dieser Zeit an ihn gegangenen Angebote zur Übernahme in den Dienst des Auswärtigen Amtes, schlug er aus, da er sich bereits auf eine Zulassung als Rechtsanwalt in Japan vorbereitet. Seine Zulassung durch das japanische Justizministerium erhielt er 1910. Daraufhin gründete er gemeinsam mit dem englischen Rechtsanwalt C.N. Cross und dem australischen Anwalt G.O. Heath im Februar 1910 die Rechtsanwaltskanzlei Cross, Heath & Vogt in Yokohama. Im August 1911 wurde er in den militärischen Stab des Gouvernements von Tsingtau als Leutnant der Reserve aufgenommen. Sein vorgesehener Einsatz war als Chiffreoffizier des Stabes. Ab 1913 baute er seine eigene Rechtsanwaltskanzlei auf und trennte sich von seinen Kompagnons der Sozietät.
Kurz nach Ausbruch des Ersten Weltkrieges wurde Karl Vogt zur 2. Kompanie des Ostasiatischen Marine-Detachements einberufen. Seinen Militärdienst trat er am 25. August in Tsingtau an. Aber bereits im November 1914 kam er, bedingt durch die große Übermacht der japanischen Streitkräfte, in Gefangenschaft. Unter der Gefangenen Nr. 3772 wurde er im Lager Kumamoto interniert. Während der ersten Jahre der Lagerhaft beschäftigte er sich mit juristischen Themen, schrieb Geschichten, Liedertexte und unterrichtete Mitgefangene im Klavierspiel. Im Sommer des Folgejahres wurde er in das Lager Kurume verlegt. Hier war er unter anderem als Hauptdirigent des organisierten Sinfonieorchesters eingesetzt und gab weiter Klavierunterricht. Im Dezember 1919 wurde er entlassen.
An Bord des Dampfers „Nankai-maru“ reiste er im März 1920 nach Deutschland. Hier heiratete Karl Vogt im Sommer Dora-Marie und kehrte im Dezember mit ihr nach Japan zurück. Ab Februar 1921 führte er eine eigene Rechtsanwaltskanzlei, die sich auch Wirtschafts- und Patentangelegenheiten spezialisierte. Als Standort seiner Kanzlei wählte er Tokyo und Yokohama. Nachdem es ihm gelungen war sich wieder ein eigenes Netzwerk an Klienten zu schaffen setzte er auch die Zusammenarbeit mit der deutschen Botschaft in Tokyo fort. Zum Botschafter Wilhelm Solf (1862–1936) pflegte er eine vertrauensvolle Zusammenarbeit und wurde Justitiar der Landesvertretung. Im Jahr 1925 wohnte er mit seiner Familie in Tokyo Kojimachiku Sannwencho 2. Neben der rechtlichen Betreuung von Wirtschaftsunternehmen nahm er auch seine Tätigkeit als Übersetzer und Publizist von Texten des japanischen Rechts wieder auf. So gab er ab 1927 in mehreren Folgen Übersetzungen und Kommentare zum japanischen Bürgerlichen Gesetzbuch, zum Handelsgesetzbuch und zu wichtigen Steuerregelungen heraus. Von besonderem Wert waren aber auch seine Publikationen und Kommentare zu bestimmten Ausfuhrbestimmungen, ausgewählten Patent- und Musterbestimmungen sowie über die bestehenden japanischen Verordnungen über Warenzeichen. Auch während der Zeit der nationalsozialistischen Herrschaft Deutschland ab 1933 und der zunehmenden Versuche des Durchgriffs der Auslandsorganisation der NSDAP auf die deutsche Gemeinde in Japan setzte er seine gewohnte Arbeit fort. 
Am 14. Mai 1960 verstarb Karl Vogt in Tokyo. Seine Lebensgefährtin ließ ihn in Deutschland beisetzen. Zwei Jahre nach seinem Ableben gab die Deutsche Gesellschaft für Natur- und Völkerkunde Ostasiens seine Memoiren unter dem Titel „Aus der Lebenschronik eines Japandeutschen“ postum heraus.

## Familie
Die Eltern von Karl Vogt waren der Rektor und Schulvorsteher Adolf Vogt (1847–1898) und dessen Ehefrau Emma (1841–1908). Am 8. Juni 1920 heiratete er Dora-Maria verwitwete Ostwald (1874–1941).

## Publikationen
- Die Besitzverhältnisse einer gepfändeten Sache, Dissertation Universität Rostock, 1903;
- Handelsgesetzbuch für Japan in der Fassung des Gesetzes vom 2. Mai 1911 nebst Zusatzbestimmungen: Übersetzer und Herausgeber Karl Vogt, Dr. jur., Berlin: Heymanns; Yokohama: Selbstverl.; Tokyo, Yokohama & Leipzig: Geiser & Gilbert, 1911;
- gemeinsam mit Scholz: Handbuch für den Verkehr mit Japan, 1913
- Lieder=Abend am Sonntag, d. 22. Mai 1919. Abends 7 1/2 Uhr im Offiziersspeisesaal. Lieder von Karl Vogt, gesungen vom Komponisten, Dokumentation, Druckerei Kriegsgefangenenlager Kurume;
- Ausführungsbestimmungen zu den japanischen Gesetzen über Patente, Gebrauchsmuster, Muster und Warenzeichen nebst den erlassenen Kaiserlichen und ministeriellen Verordnungen: Übers., 1927;
- Japanisches Bürgerliches Gesetzbuch: Übersetzung, Berlin, 1927;
- Handelsgesetzbuch für Japan in der Fassung des Gesetzes vom 2. Mai 1911: Nebst Zusatzbestimmungen. Übersetzung, 1927;
- Die Hauptsteuergesetze Japans nebst ihren Ausführungsbestimmungen: Übersetzung, im Selbstverlag, 1931;
- Schnurrige Begebenheiten, komische Käuze und Originale unter Deutschen in Japan in den ersten Jahrzehnten dieses Jahrhunderts nebst einigen anderen Erzählungen, Ninomiya, 1948
- Aus der Lebenschronik eines Japandeutschen (1897–1941): Tokyo, 1962 (Herausgabe postum durch die OAG);